# خاطرات میکا
خاطرات میکا (پرتغالی: O Diário de Mika) یک مجموعه تلویزیونی پویانمایی برزیلی است که توسط الیزابت مندز و جوزپ ویسینا برای شبکه دیزنی ساخته شده.

## شخصیت‌ها
- میکا (صداگذاری شده توسط: لوی آیسر) یک دختر مو قرمز که پروتاگونیست سریال است.
- لیلا (صداگذاری شده توسط: کارولین روشا) یک خوک بالشی.
- برو (صداگذاری شده توسط: یاکو سیدراتوس) یک جوجه‌تیغی مخمل خواب دار بنفش.
- بلابلا (صداگذاری شده توسط: کارولین روشا) یک طوطی عروسک سبز.
- پوکی (صداگذاری شده توسط: کارلوس پونی) یک گربه مخمل خواب دار آبی.
- جاوو (صداگذاری شده توسط: یاکو سیدراتوس) یک تنبل صندلی آفتابگیر فیروزه‌ای.
- آبلهودا (صداگذاری شده توسط: کارلوس پونی) یک زنبور عسل روشنایی.
- جوجو یک عروسک.